# Lamy (Új-Mexikó)
Lamy település az Amerikai Egyesült Államok Új-Mexikó államában, Santa Fe megyében. Lakosainak száma 210 fő (2020. április 1.).

## Közlekedés
A települést érinti az Amtrak egyik távolsági vasúti járata is, a Southwest Chief.

## Népesség
A település népességének változása:

| 2010 | 218 |
| 2020 | 210 |